# 埃爾伯恩 (伊利諾伊州)
埃爾伯恩（英語：Elburn）是位於美國伊利諾伊州凱恩縣的一個村落。

## 地理
埃爾伯恩的座標為41°53′36″N 88°28′06″W / 41.89333°N 88.46833°W，而該地最高點為海拔高度256米（即840英尺）。

## 人口
根據2010年美國人口普查的數據，埃爾伯恩的面積為8.09平方千米，當中陸地面積為8.09平方千米，而水域面積為0.00平方千米。當地共有人口5602人，而人口密度為每平方千米692人。